# Stazione di Satoshō
La stazione di Satoshō (里庄駅?, Satoshō-eki) è una stazione ferroviaria situata nella cittadina di Satoshō, nel distretto di Asakuchi nella prefettura di Okayama in Giappone. Si trova sulla linea principale Sanyō.

## Linee e servizi
JR West
■ Linea principale Sanyō

## Caratteristiche
La stazione è dotata di un marciapiede a isola e uno laterale con 3 binari in superficie. La stazione supporta la bigliettazione elettronica ICOCA.
| 1 | ■ Linea principale Sanyō | per Kurashiki, Okayama e Banshū-Akō |
| 2 | Binario di servizio      | Binario di servizio                 |
| 3 | ■ Linea principale Sanyō | per Fukuyama, Onomichi e Mihara     |

## Stazioni adiacenti
| «                      | Servizio                   | »                      |
| Linea principale Sanyō | Linea principale Sanyō     | Linea principale Sanyō |
| ---------------------- | -------------------------- | ---------------------- |
| Kamogata               | Locale Rapido Sunliner (1) | Kasaoka                |

- 1: Solo i treni aventi origine da Kasaoka